# 50 Mission Crush
50 Mission Crush est un jeu vidéo de type wargame créé par John Gray et publié par Strategic Simulations en 1984 sur Apple II, Atari 8-bit, Commodore 64, puis porté sur IBM PC en 1985. Le jeu simule la carrière de l'équipage d'un Boeing B-17 Flying Fortress pendant la Seconde Guerre mondiale. Il combine des éléments de wargame traditionnel avec des éléments de jeu vidéo de rôle, les membres de l'équipage pouvant gagner de l’expérience pour améliorer leur efficacité. Le joueur y incarne le commandant d'un bombardier B-17 et doit sélectionner son équipage, déterminer la quantité de bombes et de carburant qu'il embarque et définir l’altitude de croisière de son avion. Après chaque mission, l'ordinateur lui attribue un certain nombre de points en fonction de la difficulté de la mission, de la précision de ses bombardements et du nombre d'avions ennemis abattus.

## Système de jeu
50 Mission Crush est un wargame qui met le joueur aux commandes d'un bombardier américain Boeing B-17 Flying Fortress pendant la Seconde Guerre mondiale. Son objectif est d'accomplir cinquante missions de bombardement stratégique à partir d'une base aérienne en Angleterre contre des installations allemandes en Europe. Chaque mission débute par un briefing lors duquel le joueur et son équipage sont informés de leur cible et de l'altitude à laquelle ils doivent voler. Grâce à une carte et à un tableau inclus dans le packaging du jeu, le joueur détermine la distance à couvrir au cours de la mission et donc la quantité minimale de carburant qu'il doit embarquer. Au cours de la mission, le joueur doit faire face aux tirs des batteries anti-aériennes et aux chasseurs allemands, mais aussi aux conditions météorologiques et au manque d'expérience de son équipage. Pour éviter les tirs d'artilleries il peut faire emprunter à son bombardier des routes détournées ou profiter de la couverture offerte par les nuages. Pour se défendre contre les chasseurs, le bombardier dispose de plusieurs postes de mitrailleuses. Elles sont contrôlées par les membres d'équipage, le joueur devant néanmoins s'assurer de confier ces dernières aux tireurs les plus doués ou les plus experimentés, et gèrer la quantité de munition disponible. Le jeu intègre notamment des éléments de jeu vidéo de rôle. À la fin de chaque mission, le joueur et son équipage gagnent en effet des points d'expérience en fonction de la difficulté de la mission,  de la précision de ses bombardements, du nombre d'avions ennemis abattus et des dégâts subit par son avions,. S'il accumule suffisamment de points, le joueur peut recevoir une médaille ou une promotion, et ses membres d'équipage deviennent plus efficaces dans leurs tâches et plus précis dans leurs tirs.

## Développement et publication
Développé par John Gray, 50 Mission Crush est publié par Strategic Simulations en mai 1984 sur Apple II, Atari 8-bit et Commodore 64. Il est ensuite porté sur  IBM PC en 1985,.

## Accueil
Dans sa critique publiée en 1985 par le magazine Antic, le journaliste Karl Wiegers déplore tout d’abord que « visuellement, le jeu n’est pas excitant ». Il estime en effet que ses quelques séquences animées sont très simplistes et qu’il est par moments très lent, défaut qu'il attribue au fait qu'il est programmé en Basic. Il juge en revanche que « ses effets sonores sont bons », même s’il regrette qu’ils ne soient pas plus présents, et que le jeu est « facile à prendre en main ». D’après lui, son point fort réside dans sa manière de simuler des combats aériens, qu’il juge « détaillé » et « réaliste », mais il déplore que le jeu soit desservi par l’absence d’une véritable courbe d’apprentissage et par le fait que les évènements aléatoires du jeu ont un impact plus important sur la réussite du joueur que la compétence et la pratique. Il conclut néanmoins qu’il s’agit d’un « bon wargame », même s’il ne faut pas espérer y trouver de nombreuses séquences d’action. Dans sa critique publiée par le magazine Commodore Power-Play, la journaliste Cheryl Peterson explique tout d’abord que visuellement, il n’est pas au niveau  d’un jeu d’arcade même si ses graphismes en basse-résolution restent néanmoins corrects. Elle ajoute que l’affichage est parfois « lent et éprouvant », notamment lors des combats, mais qu’il « parvient néanmoins à retranscrire le suspense » inhérent à ce type de mission aérienne. Elle conclut ainsi qu’« en tant que simulation, le jeu est remarquable » mais qu’il n’est clairement pas destiné aux fans de jeu d’arcade. Dans sa critique publiée par le magazine Electronic Games, le journaliste Rick Teverbaugh explique tout d’abord que le jeu bénéficie d’une interface graphique « facile d’utilisation » et d’une documentation « bien écrite et informative ». Il estime également que si le jeu est relativement « simple », il « ne manque pas de détail », et conclut qu’il est susceptible de plaire sur le long terme à n’importe quel fan de wargame ou de jeu vidéo de rôle. 
Dans un article publié en 1987 dans le magazine Computer Gaming World, le vétéran Leroy Newby du 460th Bombardment Group de la 15th USAAF salue le réalisme du jeu qui parvient d’après lui à capturer l’essence du combat aérien et qui lui rappelle sa carrière dans l’équipage d’un bombardier B-24 pendant la Seconde Guerre mondiale. Il note en effet que le jeu intègre tous les paramètres relatifs à ce type de missions, incluant notamment la quantité de bombes, de munitions et de carburant à embarquer, la navigation, l’escorte de chasseurs, les batteries anti-aériennes, la couverture offerte par les nuages, la précision des bombardements, la gestion des munitions et du carburant et le retour vers la base. Dans le même magazine, le journaliste Evan Brooks juge quelques mois après que si le jeu est « réaliste », il est également « ennuyeux » car il ne laisse pas suffisamment de place à la compétence du joueur. Toujours dans le magazine Computer Gaming World, le même journaliste estime dans une rétrospective publiée en 1993 que 50 Mission Crush est dépassé par des titres plus récents comme B-17 Flying Fortress (1992) ou Secret Weapons of the Luftwaffe (1991) qui le surpasse aussi bien en termes de graphisme qu'au niveau du gameplay et du réalisme historique.

## Postérité
Après la sortie de 50 Mission Crush, John Gray développe un nouveau wargame sur le même thème. Baptisé B-24 et publié par Strategic Simulations en 1987, celui-ci met le joueur aux commandes d’un  bombardier B-24 au cours de missions de bombardement menées contre l’Allemagne pendant la Seconde Guerre mondiale.